# Índex del punt fix
En matemàtiques, l'índex del punt fix és un concepte en la teoria topològica de punts fixos, i en particular la teoria de Nielsen. L'índex de punt fix es pot considerar com una mesura de multiplicitat per a punts fixos.
L'índex es pot definir fàcilment en la configuració d'anàlisi complexa: Sigui {\displaystyle f(z)} un mapatge holomorf en el pla complex, i deixem que sigui un punt fix de {\displaystyle f}. Llavors la funció {\displaystyle f(z)-z} és holomorfa, i té un zero aïllat en {\displaystyle z_{0}}. Definim l'índex de punt fix de {\displaystyle f} en {\displaystyle z_{0}}, denotat {\displaystyle i(f,z_{0})}, per ser la multiplicitat del zero de la funció {\displaystyle f(z)-z} en el punt {\displaystyle z_{0}}.
En l'espai euclidià real, l'índex de punt fix es defineix de la manera següent: Si {\displaystyle x_{0}} és un punt fix aïllat de {\displaystyle f}, llavors fem que {\displaystyle g} sigui la funció definida per
{\displaystyle g(x)={\frac {x-f(x)}{||x-f(x)||}}.}{\displaystyle x}
Llavors, {\displaystyle g} té una singularitat aïllada en {\displaystyle x_{0}}, i fa un mapatge del límit d'algun veïnatge suprimit de {\displaystyle x_{0}} a l'esfera unitat. Definim {\displaystyle i(f,z_{0})} com el grau de Brouwer del mapatge induït per {\displaystyle g} en una petita esfera convenientment seleccionada al voltant de {\displaystyle x_{0}}.

## El teorema de Lefschetz-Hopf
La importància de l'índex de punt fix es deu principalment al seu paper en el teorema de Lefschetz-Hopf, que diu:
{\displaystyle \sum _{x\in \mathrm {Fix} (f)}i(f,x)=\Lambda _{f},}
on {\displaystyle \mathrm {Fix} (f)} és el conjunt de punts fixos de {\displaystyle f}, i {\displaystyle \Lambda f} és el nombre de Lefschetz de {\displaystyle f}.
Atès que el valor del costat esquerre de l'anterior és clarament zero quan {\displaystyle f} no té punts fixos, el teorema de Lefschetz-Hopf implica trivialment el teorema del punt fix de Lefschetz.